# Magnus von Braun (homme politique)
Pour les articles homonymes, voir von Braun.
Magnus von Braun est un homme politique allemand, né le 7 février 1878 au manoir de Neucken (de), arrondissement de Preußisch Eylau (de) (province de Prusse) et mort le 29 août 1972 à Oberaudorf (RFA).
Membre du Parti national du peuple allemand (le DNVP), il est ministre de l'Alimentation et de l'Agriculture de 1932 à 1933, dans les deux derniers gouvernements (Papen et Schleicher) de la république de Weimar, avant l'arrivée au pouvoir d'Adolf Hitler.

## Famille
Ses parents sont Maximilian von Braun (de) (né le 20 mars 1833 et mort le 11 mars 1918) et son épouse Eléonore von Brand, veuve Gostkowski (né le 17 avril 1842 et mort le 5 mai 1928). Magnus von Braun épouse Emmy von Quistorp (de) (1886-1959), la fille du propriétaire terrien et homme politique prussien Wernher von Quistorp (de) (1856-1908) et de Marie von Below, le 12 juillet 1910 au domaine de Crenzow (arrondissement de Greifswald (de)).
Il est le père de l'ingénieur Wernher von Braun, qui participe à la conception des missiles V2 de la Seconde Guerre mondiale et à celle des lanceurs Saturn V qui ont permis les missions lunaires Apollo. Son autre fils, Magnus von Braun, est ingénieur chimiste.